# Karl Strackerjan
Karl Diedrich August Strackerjan (* 10. August 1819 in Jever; † 19. November 1889 in Oldenburg) war ein deutscher Schulleiter.

## Leben
Karl Strackerjan wurde als Sohn des Oberamtmanns Christian Friedrich Strackerjan (1777–1848) und dessen zweiter Ehefrau Sophie geb. Brünings (1789–1863) in Jever geboren. Der Schriftsteller, Jurist und Politiker Ludwig Strackerjan (1825–1881) war sein Bruder. Er besuchte die Provinzialschule in seiner Geburtsstadt und nach der Versetzung seines Vaters ab 1833 das Alte Gymnasium in Oldenburg. Ab 1837 studierte er evangelische Theologie und Philologie in Jena und Berlin. Während seines Studiums wurde er 1837 Mitglied der Vereinigten Burschenschaft Arminia auf dem Burgkeller. Dort wurde er von Karl von Hase beeinflusst und war mit Ludwig Häusser befreundet.
Nach bestandenem Tentamen wurde er 1841 Hauslehrer der Kinder des Amtmanns Carl Friedrich Heinrich Lauw in Rastede. Anfang 1844 wurde er dann mit der Verwaltung einer Lehrerstelle am Mariengymnasium Jever beauftragt und bald darauf als vierter Lehrer provisorisch angestellt. Nachdem er 1845 das zweite Examen abgelegt hatte, wurde er im folgenden Jahr definitiv angestellt. Im gleichen Jahr heiratete er Wilhelmine Lauw (1822–1857), die älteste Tochter seines früheren Arbeitgebers Carl Friedrich Heinrich Lauw (1790–1867). Nach ihrem frühen Tod heiratete er am 4. August 1859 Johanne Mathilde Elisabeth Schröder (* 1827), die Tochter des Oldenburger Ratsherrn Caspar Wilhelm Schröder und dessen Frau Louise Wilhelmine geb. Scheer. 1864 wurde Strackerjan schließlich Leiter der 1844 gegründeten höheren Bürgerschule (heute: Herbartgymnasium) in Oldenburg und erhielt 1868 den Titel Schuldirektor. Während seiner Schulleitung erlebte die Schule einen erheblichen Wandel, für den sich Strackerjan intensiv einsetzte. 1868 erhielt die Schule die Berechtigung zur Ausstellung von Zeugnissen für den einjährig-freiwilligen Militärdienst, 1870 wurde sie Realschule, 1881 Oberrealschule und konnte 1883 erstmals Abiturienten entlassen.
Neben seiner beruflichen Tätigkeit trat Strackerjan als Schriftsteller und Sprachwissenschaftler hervor. In den von seinem Vater herausgegebenen Zeitungen veröffentlichte er erste Aufsätze. Von 1848 bis 1852 leitete er die Redaktion der Jeverländischen Nachrichten. 1848/49 war er außerdem kurzzeitig Korrespondent der Weser-Zeitung und der Deutschen Reichs-Zeitung. Beiträge und Aufsätze veröffentlichte er für verschiedene Zeitschriften, so etwa in der Monatsschrift Die deutschen Mundarten, und in den Schulprogrammen der Schulen, an denen er tätig war. Von 1872 bis 1889 veranstaltete er in Oldenburg insgesamt 24 öffentliche Dichterabende, an denen jeweils das Werk eines Dichters oder eine Dichterschule im Mittelpunkt stand und die er mit einem literaturhistorischen Kurzvortrag einleitete.

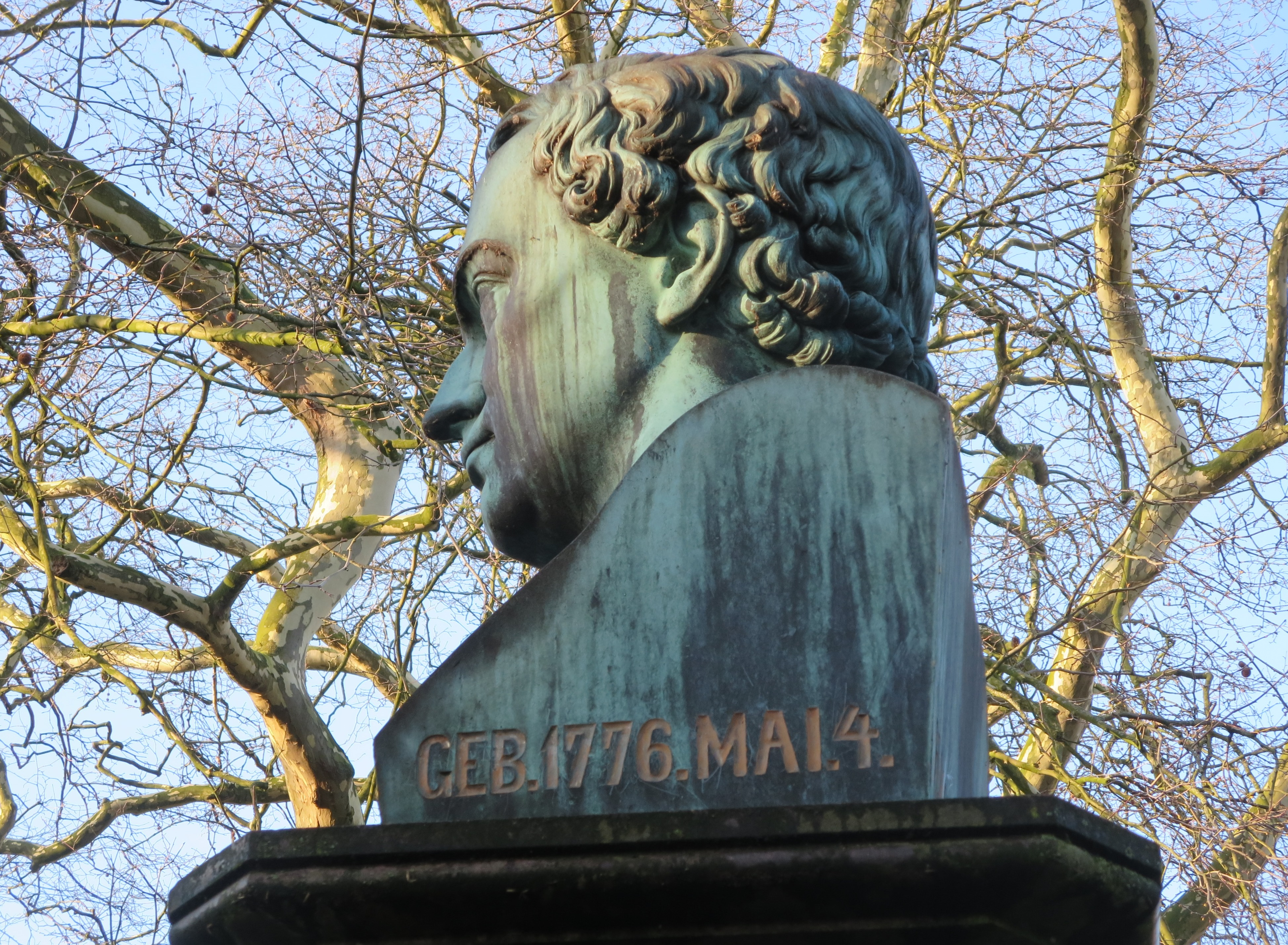
Büste Johann Friedrich Herbarts in Oldenburg

1876 war Strackerjan entscheidend an der Ausrichtung einer Feier zum 100. Geburtstag des oldenburgischen Pädagogen und Philosophen Johann Friedrich Herbart beteiligt, nachdem er 1875 bereits eine Biographie Herbarts veröffentlicht hatte. Er setzte sich für die Errichtung eines Herbartdenkmals in Oldenburg ein, dass im gleichen Jahr in Form einer kolossalen Büste von Heinrich Carl Johann Manger realisiert wurde.
Weiterhin war Strackerjan auch Mitglied in verschiedenen Kommissionen. 1867 wurde er in die Schulkommission des Norddeutschen Bundes berufen, 1868 vertrat er im Auftrag der oldenburgischen Regierung das Großherzogtum auf der in Berlin tagenden Konferenz zur Vereinbarung über das höhere Schulwesen. 1874 übernahm er den Vorsitz der Kommission für die Prüfung der Kandidaten des höheren Schulfachs. Von 1879 bis 1881 erfolgte die Berufung in die Deutsche Reichs-Schulkommission. Während seiner Zeit als Lehrer in Jever engagierte er sich ab 1857 auch als Stadtrat. Außerdem war er ab 1860 Mitglied der oldenburgischen Landessynode.

## Werke (Auswahl)
- Die jeverländischen Personennamen mit Berücksichtigung der Ortsnamen. Jever, 1864.
- Das Plattdeutsche als Hülfsmittel für den Unterricht. Oldenburg, 1866.
- Regeln für die Deutsche Rechtschreibung, etymologisches-orthographisches Wörterverzeichniß mit Berücksichtigung landschaftlicher Eigenthümlichkeiten und falscher Gewöhnung und kurze Interpunctionslehre. Oldenburg, 1869.
- Ist die Eiche oder die Linde der Baum des deutschen Volkes? Oldenburg, 1874.
- Das Leben Johann Friedrich Herbarts. Oldenburg, 1875.
- Der Mensch im Spiegel der Tierwelt, eine germanistische Studie. Oldenburg, 1885.